# Krążowniki lekkie typu Gazelle
Krążowniki typu Gazelle – niemieckie krążowniki lekkie z okresu I wojny światowej. Zbudowano 10 okrętów tego typu, z których pierwszy wszedł do służby w Kaiserliche Marine w 1900 roku. Były to pierwsze lekkie krążowniki zbudowane dla Cesarskiej Marynarki Wojennej.

## Projekt i budowa
Projekt krążowników typu Gazelle powstał w wyniku zapotrzebowania zgłaszanego przez Cesarską Marynarkę Wojenną na nowe krążowniki realizujące szerszy zakres zadań niż starsze jednostki. Nowe okręty miały wypełniać zadania dotychczas realizowane przez krążowniki zwiadowcze w pobliżu wód ojczystych w połączeniu z zadaniami klasycznych krążowników przystosowanych do ochrony i zwalczania żeglugi na wodach kolonialnych. Prace projektowe opierano głównie na doświadczeniach wyniesionych z budowy i eksploatacji małych pojedynczych krążowników SMS „Gefion” i SMS „Hela”. Projekt krążowników typu Gazelle stał się wzorem dla późniejszych lekkich krążowników, gdzie priorytetem była wyższa prędkość, osiągnięta kosztem mniejszego opancerzenia.

### Zbudowane okręty
| Nazwa         | Stocznia                              | Rozpoczęcie budowy | Data wodowania | Wejście do służby | Los okrętu     |
| ------------- | ------------------------------------- | ------------------ | -------------- | ----------------- | -------------- |
| SMS Gazelle   | Germaniawerft, Kilonia                | 1897               | 31.03.1898     | 15.06.1901        | Złomowany 1920 |
| SMS Niobe     | AG Weser, Brema                       | 1898               | 18.07.1899     | 25.06.1900        | Zatonął 1943   |
| SMS Nymphe    | Germaniawerft, Kilonia                | 1898               | 21.11.1899     | 20.09.1900        | Złomowany 1932 |
| SMS Thetis    | Kaiserliche Werft Danzig              | 1899               | 03.07.1900     | 14.09.1901        | Złomowany 1930 |
| SMS Ariadne   | AG Weser, Brema                       | 1899               | 10.08.1900     | 18.05.1901        | Zatonął 1914   |
| SMS Amazone   | Germaniawerft, Kilonia                | 1899               | 06.10.1900     | 18.05.1901        | Złomowany 1954 |
| SMS Medusa    | AG Weser, Brema                       | 1900               | 05.12.1900     | 26.07.1901        | Złomowany 1950 |
| SMS Frauenlob | AG Weser, Brema                       | 1901               | 22.03.1902     | 17.02.1903        | Zatonął 1916   |
| SMS Arcona    | AG Weser, Brema                       | 1901               | 22.04.1902     | 05.01.1904        | Złomowany 1948 |
| SMS Undine    | Howaldtswerke-Deutsche Werft, Kilonia | 1901               | 11.12.1902     | 12.05.1903        | Zatonął 1915   |